# Isiah Koech
Pour les articles homonymes, voir Koech.
Isiah Kiplangat Koech (né le 19 décembre 1993 à Kericho) est un athlète kényan spécialiste des courses de fond.

## Biographie
En 2009, il remporte la finale du 3 000 mètres des Championnats du monde jeunesse de Bressanone devant son compatriote David Kiprotich Bett, en réalisant la meilleure performance cadet de tous les temps en 7 min 51 s 51. Il participe fin mars 2010 aux Championnats du monde de cross-country de Bydgoszcz où il se classe quatrième de la course individuelle junior. 
En février 2011, Isiah Koech se révèle au niveau mondial en remportant pour sa première course en indoor le 5 000 mètres du meeting de Düsseldorf, devant son compatriote Eliud Kipchoge. Il établit à cette occasion avec le temps de 12 min 53 s 29 la quatrième meilleure performance mondiale de tous les temps en salle sur cette distance, et devient le quatrième athlète seulement à courir sous la barrière des 13 minutes. Auteur de la troisième meilleure performance mondiale de l'année sur 5 000 m en 12 min 54 s 18 fin juillet à Monaco, où il termine derrière Mohamed Farah et Bernard Lagat, il se classe quatrième des Championnats du monde de Daegu dans le temps de 13 min 24 s 95.
Il améliore de près de cinq secondes son record personnel du 5 000 m début juillet 2012 lors du Meeting Areva en 12 min 48 s 64, en se classant troisième de la course derrière les Éthiopiens Dejen Gebremeskel et Hagos Gebrhiwet.
En 2012, lors des sélections kenyanes, il court en altitude le 5 000 m le plus rapide jamais couru au Kenya pour se qualifier pour les Jeux olympiques.

### Palmarès
| Date | Compétition                    | Lieu             | Résultat | Épreuve           |
| ---- | ------------------------------ | ---------------- | -------- | ----------------- |
| 2009 | Championnats du monde jeunesse | Bressanone       | 1er      | 3 000 m           |
| 2010 | Championnats du monde de cross | Bydgoszcz        | 4e       | Individuel junior |
| 2011 | Championnats du monde          | Daegu            | 4e       | 5 000 m           |
| 2012 | Jeux olympiques                | Londres          | 5e       | 5 000 m           |
| 2012 | Ligue de diamant               | Ligue de diamant | 1er      | 5 000 m           |
| 2013 | Championnats du monde          | Moscou           | 3e       | 5 000 m           |
| 2014 | Jeux du Commonwealth           | Glasgow          | 2e       | 5 000 m           |
| 2014 | Championnats d'Afrique         | Marrakech        | 2e       | 5 000 m           |
| 2014 | Coupe continentale             | Marrakech        | 1re      | 5 000 m           |

### Records
| Épreuve   | Épreuve | Performance    | Lieu       | Date            |
| --------- | ------- | -------------- | ---------- | --------------- |
| Plein air | 3 000 m | 7 min 32 s 43  | Doha       | 11 mai 2012     |
| Plein air | 5 000 m | 12 min 48 s 64 | Paris      | 7 juillet 2012  |
| Salle     | 3 000 m | 7 min 32 s 89  | Liévin     | 14 février 2012 |
| Salle     | 5 000 m | 12 min 53 s 29 | Düsseldorf | 11 février 2011 |